# Lista odcinków serialu anime Fruits Basket (2019)

Logo serii

Artykuł zawiera listę wszystkich wyemitowanych odcinków telewizyjnego serialu anime Fruits Basket, wyprodukowanego przez studio TMS Entertainment na podstawie mangi autorstwa Natsuki Takayi. Za reżyserię odpowiadał Yoshihide Ibata, scenariusz napisał Taku Kishimoto, a postacie zaprojektował Masaru Shindō.
Pierwszy sezon był emitowany od 6 kwietnia do 21 września 2019 w stacjach TV Tokyo, TV Osaka i TV Aichi. Drugi sezon nadawano od 7 kwietnia do 22 września 2020, natomiast emisja trzeciego, zatytułowanego Fruits Basket: The Final, zaczęła się 6 kwietnia i zakończyła 29 czerwca 2021.
Prawa do streamingu serii nabył Crunchyroll.

## Przegląd serii
| Sezon | Sezon | Odcinki | Premiera serii  | Finał serii      |
| ----- | ----- | ------- | --------------- | ---------------- |
|       | 1     | 25      | 6 kwietnia 2019 | 21 września 2019 |
|       | 2     | 25      | 7 kwietnia 2020 | 22 września 2020 |
|       | 3     | 13      | 6 kwietnia 2021 | 29 czerwca 2021  |

## Lista odcinków

### Sezon 1 (2019)
| №  | #  | Tytuł                                                                                             | Premiera         |
| -- | -- | ------------------------------------------------------------------------------------------------- | ---------------- |
| 1  | 1  | See You After School Ittekimasu (行ってきます)                                                    | 6 kwietnia 2019  |
| 2  | 2  | They’re All Animals! Minasan ga dōbutsuna ndesu! (みなさんが動物なんです！)                       | 13 kwietnia 2019 |
| 3  | 3  | Let’s Play Rich Man–Poor Man! Dai hinmin o yarimashou (大貧民をやりましょう)                      | 20 kwietnia 2019 |
| 4  | 4  | What Year Is She? Nanidoshi no katana nodesu ka? (なにどしの方なのですか？)                       | 27 kwietnia 2019 |
| 5  | 5  | I’ve Been Fooling Myself Kanchigai o shite imashita (勘違いをしていました)                        | 4 maja 2019      |
| 6  | 6  | Perhaps We Should Invite Ourselves Over Oshama sa sete moraō kashira (お邪魔させてもらおうかしら) | 11 maja 2019     |
| 7  | 7  | Spring Comes Haru ni narimasu ne (春になりますね)                                                 | 18 maja 2019     |
| 8  | 8  | See You When You Get Back Itterasshai (行ってらっしゃい)                                          | 25 maja 2019     |
| 9  | 9  | Yuki Was My First Love Yūki wa ore no hatsukoidakara (ゆきはおれの初恋だから)                     | 1 czerwca 2019   |
| 10 | 10 | It’s Valentine’s, After All Datte, barentainda mon (だって、バレンタインだもん)                   | 8 czerwca 2019   |
| 11 | 11 | This Is a Wonderful Inn Tottemo sutekina o yadodesu (とってもステキなお宿です)                    | 15 czerwca 2019  |
| 12 | 12 | You Look Like You’re Having Fun Tanoshi–sōda ne (楽しそうだね)                                    | 22 czerwca 2019  |
| 13 | 13 | How Have You Been, My Brother? Genkide ita ka na? Waga otōto yo (元気でいたかな？我が弟よっ)      | 29 czerwca 2019  |
| 14 | 14 | That’s a Secret Himitsudayo (ヒミツだよ)                                                          | 6 lipca 2019     |
| 15 | 15 | I Wouldn’t Say That Sōde mo nai sa (そうでもないさ)                                               | 13 lipca 2019    |
| 16 | 16 | She Said Don’t Step on Them! Fumu nattsu tte ndaroga! (踏むなっつってんだろが！)                  | 20 lipca 2019    |
| 17 | 17 | This Is for Uo–chan! Uo–chan no bun de su~tsu! (うおちゃんの分ですっ！)                           | 27 lipca 2019    |
| 18 | 18 | What’s Important Is... Taisetsuna no wa...... (大切なのは......)                                  | 3 sierpnia 2019  |
| 19 | 19 | I'm So Sorry! Gomen’nasai (ごめんなさいーっ)                                                      | 10 sierpnia 2019 |
| 20 | 20 | I Can’t Believe You Picked It Up Nani majide hirotte’n no sa (何マジで拾ってんのさ)               | 17 sierpnia 2019 |
| 21 | 21 | I Never Back Down from a Wave Fight Ura reta denpa wa kawanakucha (売られた電波は買わなくちゃ)    | 24 sierpnia 2019 |
| 22 | 22 | Because I Was Happy Datte ureshikatta no yo (だって嬉しかったのよ)                                | 31 sierpnia 2019 |
| 23 | 23 | You Look Well... Genki–sōda na...... (元気そうだな......)                                         | 7 września 2019  |
| 24 | 24 | Let’s Go Home Kaerimashō (帰りましょう)                                                           | 14 września 2019 |
| 25 | 25 | Summer Will Be Here Soon Mōsugu natsu ga yattekimasu (もうすぐ夏がやってきます)                   | 21 września 2019 |

### Sezon 2 (2020)
| №  | #  | Tytuł | Premiera         |
| -- | -- | --- | ---------------- |
| 26 | 1  | Hello Again Ohisashiburidesu (お久しぶりです)                                                                         | 7 kwietnia 2020  |
| 27 | 2  | Eat Somen With Your Friends Min’na de sōmen tabe tari shite ne (みんなで素麺食べたりしてね)                           | 14 kwietnia 2020 |
| 28 | 3  | Shall We Go and Get You Changed? O kigae shimashō ka..... (お着替えしましょうか・・・・・)                            | 21 kwietnia 2020 |
| 29 | 4  | I Got Dumped... Fura reta nda~a..... (ふられたんだぁ・・・・・)                                                       | 28 kwietnia 2020 |
| 30 | 5  | Wait for Me, Tororo Soba! Mattero Tororo Sobā! (待ってろとろろソバー！)                                               | 5 maja 2020      |
| 31 | 6  | Are You Really This Stupid? Baka kai? Kimi wa (馬鹿かい？君は)                                                        | 12 maja 2020     |
| 32 | 7  | Let the Watermelon Splitting Contest Begin! Suika-wari taikai o hajimeru no yō (スイカ割りコンテストを始めましょう！) | 19 maja 2020     |
| 33 | 8  | It’s True, Isn’t It? Datte honto no koto daro (だってホントのことだろ)                                                | 26 maja 2020     |
| 34 | 9  | So Precious... Taisetsuna ore no..... (大切な俺の・・・・・)                                                          | 2 czerwca 2020   |
| 35 | 10 | Who Are You? Anata wa..... “dare” desu ka? (あなたは・・・・・『誰』ですか？)                                         | 9 czerwca 2020   |
| 36 | 11 | All Mine Īssuyo (いいっスよー)                                                                                        | 30 czerwca 2020  |
| 37 | 12 | You Cried for Me Ore no kawarini kimi ga naita (俺の代わりに君が泣いた)                                               | 23 czerwca 2020  |
| 38 | 13 | Sure Thing Īssuyo (いいっスよー)                                                                                      | 30 czerwca 2020  |
| 39 | 14 | I Might as Well Die, Then... Ore mō shin datte ī ya..... (俺もう死んだっていいや・・・・・)                           | 7 lipca 2020     |
| 40 | 15 | See You Later .....Ittekimasu (・・・・・行ってきます)                                                                | 14 lipca 2020    |
| 41 | 16 | Ask Him For Me Dakara tsutaete (だからつたえて)                                                                       | 21 lipca 2020    |
| 42 | 17 | You Will, I’m Sure of It Arimasu, kitto..... (あります、きっと・・・・・)                                             | 28 lipca 2020    |
| 43 | 18 | Do You Wanna Kiss? Kisu shiyokka (キスしよっか)                                                                       | 4 sierpnia 2020  |
| 44 | 29 | There’s Just No Way! Nainda, doko ni mo! (無いんだ、どこにもっ！)                                                     | 11 sierpnia 2020 |
| 45 | 20 | Are You Okay? Daijōbu desu ka (大丈夫ですか)                                                                          | 18 sierpnia 2020 |
| 46 | 21 | There Was, Definitely Attanda. Tashika ni (あったんだ。確かに)                                                        | 25 sierpnia 2020 |
| 47 | 22 | That Isn’t What I Want! Ore wa, iya nanda! (俺は、嫌なんだ!)                                                          | 1 września 2020  |
| 48 | 23 | It’s Cinderella-ish Shinderera ppoi mono! (シンデレラっぽいもの！)                                                    | 8 września 2020  |
| 49 | 24 | Here You Are Machi ga ita (真知がいた)                                                                                | 15 września 2020 |
| 50 | 25 | I’m Different Now .....Ore wa mō, chigau nda (・・・・・俺はもう、違うんだ)                                           | 22 września 2020 |

### Sezon 3 (2021)
| №  | #  | Tytuł                                                                                   | Premiera         |
| -- | -- | --------------------------------------------------------------------------------------- | ---------------- |
| 51 | 1  | I’ll Hold Another Banquet Mata utage o hirakō (また宴を開こう)                          | 6 kwietnia 2021  |
| 52 | 2  | That’s an Unwavering Truth Sore Koso ga, yuruginai jijitsu (それこそが、揺るぎない事実) | 13 kwietnia 2021 |
| 53 | 3  | I Hope It Snows Soon Fureba ii no ni (降ればいいのに)                                   | 20 kwietnia 2021 |
| 54 | 4  | I’m ... Home ......Tadai... ma (......ただい...ま)                                      | 27 kwietnia 2021 |
| 55 | 5  | I Mean ... You Know, Right? Datte... wakaru deshō? (だって...わかるでしょう？)          | 4 maja 2021      |
| 56 | 6  | It Was So Foolish Nante, oroka nandarō (なんて、愚かなんだろう)                         | 11 maja 2021     |
| 57 | 7  | That’s Right, It’s Empty Sō da yo, karappo da (そうだよ、空っぽだ)                      | 18 maja 2021     |
| 58 | 8  | I’m Disappointed in You Sonnan... genmetsu da... (そんなん...幻滅だ...)                 | 25 maja 2021     |
| 59 | 9  | What’s Your Name? Anata no... onamae wa? (貴方の...お名前は？)                          | 1 czerwca 2021   |
| 60 | 10 | I Just Love Her Suki nanda, tada... (好きなんだ、ただ...)                               | 8 czerwca 2021   |
| 61 | 11 | Goodbye Sayōnara (さようなら)                                                           | 15 czerwca 2021  |
| 62 | 12 | You Fought Well Ganbatta ne (がんばったね)                                              | 22 czerwca 2021  |
| 63 | 13 | See You Again Soon Itte kimasu (いってきます)                                           | 29 czerwca 2021  |